# آق سراي (إسطنبول)
آق سراي (بالتركية: Aksaray)‏ حي سكني يقع إدارياً ضمن إسطنبول في تركيا. يعتمد آق سراي للبريد على الرمز البريدي 34096.